# ترینیتی (آلاباما)
ترینیتی (به انگلیسی: Trinity) شهرکی در شهرستان مورگان ایالت آلاباما است که مساحت آن ۱۱٫۴۴ کیلومترمربع است و در سرشماری سال ۲۰۱۰ میلادی، ۲٬۰۹۵ نفر جمعیت داشته و تراکم جمعیتی آن، ۱۸۳٫۱۳ نفر در کیلومترمربع بوده است.